# Leichtathletik-Europameisterschaften 1946/400 m der Männer

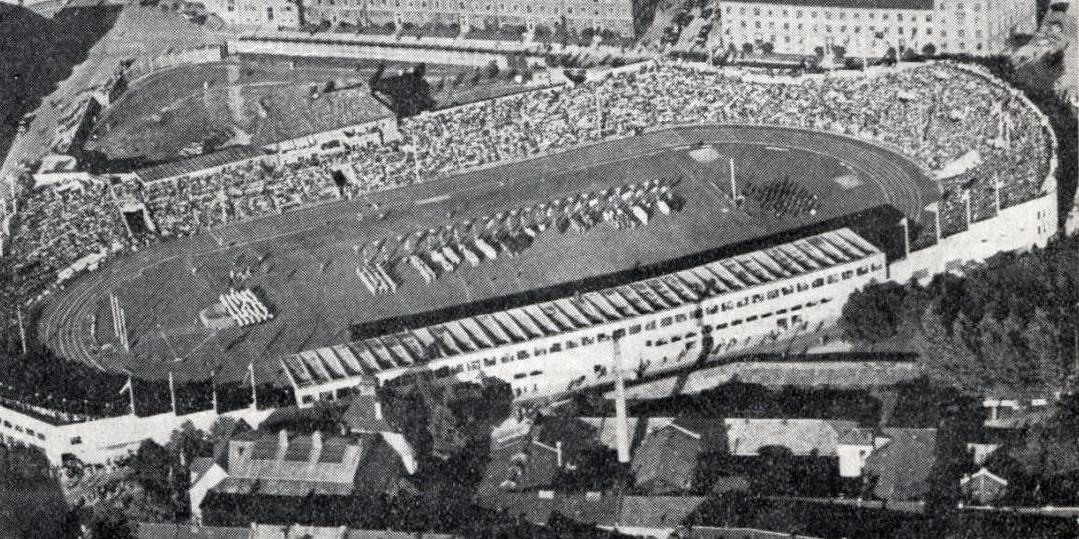
Das Bislett-Stadion in Oslo kurz nach den Europameisterschaften

Der 400-Meter-Lauf der Männer bei den Leichtathletik-Europameisterschaften 1946 wurde am 22. und 23. August 1946 im Bislett-Stadion der norwegischen Hauptstadt Oslo ausgetragen.
Europameister wurde der Däne Niels Holst-Sørensen. Den zweiten Rang belegte der Franzose Jacques Lunis. Bronze ging an den Briten Derek Pugh.

## Rekorde

### Bestehende Rekorde
| Weltrekord           | 46,0 s | Rudolf Harbig  | Frankfurt am Main, Deutsches Reich | 12. August 1939   |
| Weltrekord           | 46,0 s | Grover Klemmer | Philadelphia, USA                  | 29. Juni 1941     |
| Europarekord         | 46,0 s | Rudolf Harbig  | Frankfurt am Main, Deutsches Reich | 12. August 1939   |
| Meisterschaftsrekord | 47,4 s | Godfrey Brown  | EM Paris, Frankreich               | 4. September 1938 |

Der bestehende EM-Rekord wurde bei diesen Europameisterschaften nicht erreicht.

### Rekordverbesserung
Es wurde ein neuer Landesrekord aufgestellt:

50,7 s – Kjartan Jóhannsson (Island), erster Vorlauf am 22. August

## Vorrunde
22. August 1946
Die Vorrunde wurde in drei Läufen durchgeführt. Die ersten drei Athleten pro Lauf – hellblau unterlegt – qualifizierten sich für das Finale.

### Vorlauf 1
| Platz | Name               | Nation         | Zeit (s) |
| ----- | ------------------ | -------------- | -------- |
| 1     | Jacques Lunis      | Frankreich     | 48,6     |
| 2     | Derek Pugh         | Großbritannien | 48,9     |
| 3     | Oskar Hardmeier    | Schweiz        | 49,5     |
| 4     | Anton Blok         | Niederlande    | 49,6     |
| 5     | Gunnar Bergsten    | Dänemark       | 50,3     |
| 6     | Kjartan Jóhannsson | Island         | 50,7 NR  |

### Vorlauf 2
| Platz | Name                 | Nation         | Zeit (s) |
| ----- | -------------------- | -------------- | -------- |
| 1     | Niels Holst-Sørensen | Dänemark       | 48,2     |
| 2     | Bill Roberts         | Großbritannien | 48,5     |
| 3     | Stig Lindgård        | Schweden       | 48,7     |
| 4     | Sergej Komarow       | Sowjetunion    | 48,8     |
| 5     | Adam Piaskowy        | Polen          | 50,6     |

### Vorlauf 3
| Platz | Name              | Nation   | Zeit (s) |
| ----- | ----------------- | -------- | -------- |
| 1     | Herman Kunnen     | Belgien  | 48,9     |
| 2     | Sven-Erik Nolinge | Schweden | 49,0     |
| 3     | Luigi Paterlini   | Italien  | 49,1     |
| 4     | Leopold Láznička  | Polen    | 50,4     |

## Finale

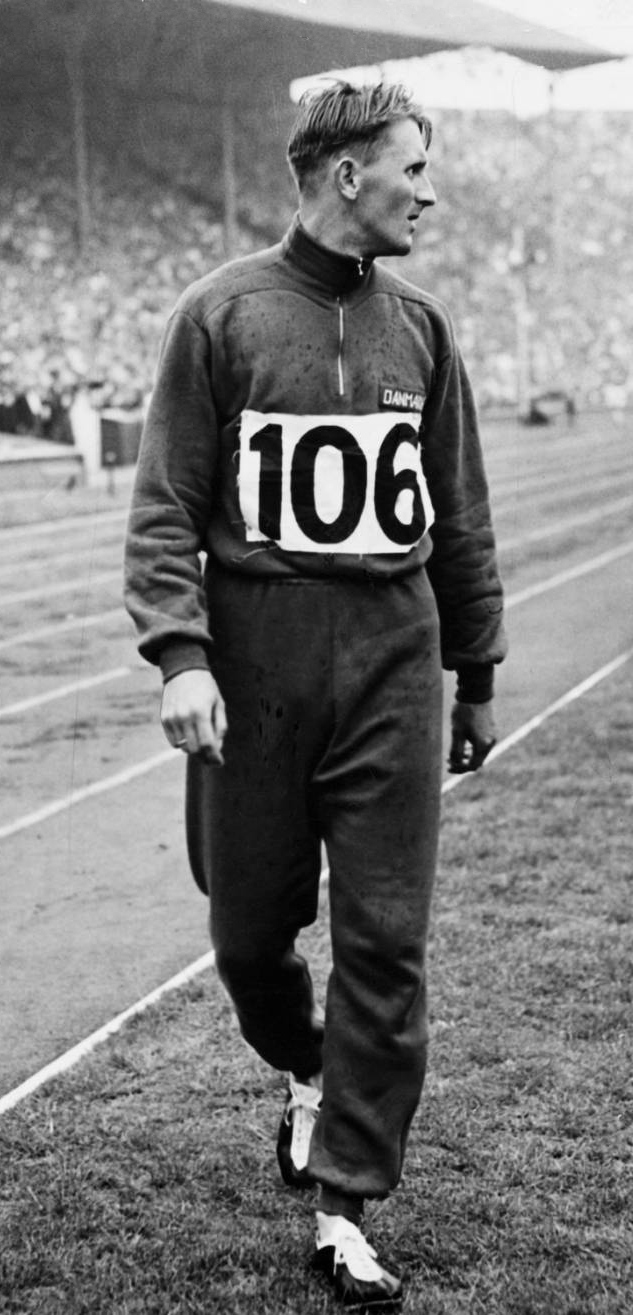
Europameister Niels Holst-Sørensen
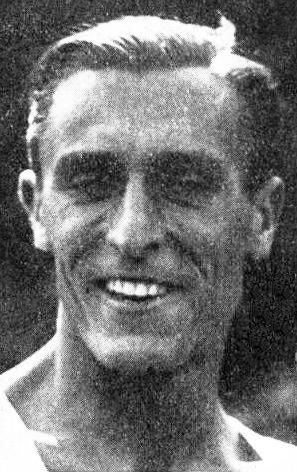
Vizeeuropameister Jacques Lunis

23. August 1946
| Platz | Name                 | Nation         | Zeit (s) |
| ----- | -------------------- | -------------- | -------- |
| 1     | Niels Holst-Sørensen | Dänemark       | 47,9     |
| 2     | Jacques Lunis        | Frankreich     | 48,3     |
| 3     | Derek Pugh           | Großbritannien | 48,9     |
| 4     | Sven-Erik Nolinge    | Schweden       | 48,9     |
| 5     | Bill Roberts         | Großbritannien | 49,5     |
| DNS   | Herman Kunnen        | Belgien        |          |